# 尼古拉斯·埃亨
尼古拉斯·埃亨（英語：Nicholas A'Hern，1969年1月6日—），澳大利亚男子田径运动员，主攻竞走。他曾代表澳大利亚参加1994年和1998年英联邦运动会田径比赛，获得二枚金牌。